# Sotoplax robertsi
Sotoplax robertsi is een krabbensoort uit de familie van de Sotoplacidae. De wetenschappelijke naam van de soort is voor het eerst geldig gepubliceerd in 1984 door Guinot.